# نيكولاي كوزنيتسوف
نيكولاي كوزنيتسوف هو مبارز بالسيف روسي، (و. 1882 – العقد 1910 م).

## وصلات خارجية
- نيكولاي كوزنيتسوف على موقع أوليمبيديا (الإنجليزية)